# Elisabet Oscarsson
Elisabet Oscarsson, född 19 december 1950, död 15 december 2023, var en svensk målare.
Elisatbet Oscarsson utbildade sig 1974–1975 i konstvetenskap på Stockholms universitet och 1983–1988 på Kungliga Konsthögskolan i Stockholm. Hon hade sin första separatutställning 1990 på Galleri Gunnar Olsson i Stockholm.
Hon blev ledamot av Konstakademien 2010.
| ”                                                                              | Elisabet Oscarsson tar ofta observationer och minnen av landskap som utgångspunkt för sitt måleri. Det är framförallt ljus och atmosfär, värme och kyla som förmedlas i såväl akvarell som olja. Färgens starka roll betonas ofta även i titlarna, med referenser till platser ... I hennes senaste måleri betonas färgens kreativa roll än mer, utan att geografiska referenser ses som nödvändiga... | „ |
| – Ur Konstakademiens motivering för inval av Elisabet Oscarsson, december 2010 | |   |

Oscarsson mottog Prins Eugen-medaljen 2013.

## Offentliga verk i urval
- 2001–2002, Onkologen på Södersjukhuset i Stockholm
- Textil, 1997–1999, ambassaden i Vilnius i Litauen, vävd av Handarbetets Vänner
- 1997, Tornet Norrbacka, Karolinska Universitetssjukhuset Solna i Solna Oscarsson är representerad vid bland annat Göteborgs konstmuseum [3] och Norrköpings konstmuseum.[4]